# Gran Premio motociclistico d'Australia 2002
Il Gran Premio motociclistico d'Australia 2002 corso il 20 ottobre, è stato il quindicesimo Gran Premio della stagione 2002 e ha visto vincere nella MotoGP la Honda di Valentino Rossi, nella classe 250 la Aprilia di Marco Melandri e nella classe 125 la Gilera di Manuel Poggiali.
Al termine della gara viene matematicamente assegnato il titolo nella classe 250, se lo aggiudica Marco Melandri.
La gara della MotoGP vede in prima fila in partenza quattro motociclette dotate ancora di motore a due tempi da 500 cm³ della ex classe 500; la prima di queste è la Proton KR3 di Jeremy McWilliams.

## MotoGP

### Arrivati al traguardo
| Pos. | Nº | Pilota                   | Squadra                    | Motocicletta   | Giri | Tempo     | Griglia | Punti |
| ---- | -- | ------------------------ | -------------------------- | -------------- | ---- | --------- | ------- | ----- |
| 1º   | 46 | Valentino Rossi          | Repsol Honda               | Honda RC211V   | 27   | 42:02.041 | 7       | 25    |
| 2º   | 4  | Alex Barros              | West Honda Pons            | Honda RC211V   | 27   | +9.782    | 5       | 20    |
| 3º   | 11 | Tōru Ukawa               | Repsol Honda               | Honda RC211V   | 27   | +11.134   | 6       | 16    |
| 4º   | 74 | Daijirō Katō             | Fortuna Honda Gresini      | Honda RC211V   | 27   | +11.327   | 10      | 13    |
| 5º   | 17 | Jurgen van den Goorbergh | Kanemoto Racing            | Honda NSR 500  | 27   | +11.414   | 4       | 11    |
| 6º   | 3  | Max Biaggi               | Marlboro Yamaha            | Yamaha YZR-M1  | 27   | +20.937   | 8       | 10    |
| 7º   | 9  | Nobuatsu Aoki            | Proton Team KR             | Proton KR3     | 27   | +22.505   | 3       | 9     |
| 8º   | 19 | Olivier Jacque           | Gauloises Yamaha Tech 3    | Yamaha YZR-M1  | 27   | +26.642   | 17      | 8     |
| 9º   | 10 | Kenny Roberts Jr         | Telefonica Movistar Suzuki | Suzuki GSV-R   | 27   | +26.692   | 12      | 7     |
| 10º  | 99 | Jeremy McWilliams        | Proton Team KR             | Proton KR3     | 27   | +31.994   | 1       | 6     |
| 11º  | 7  | Carlos Checa             | Marlboro Yamaha            | Yamaha YZR-M1  | 27   | +34.563   | 20      | 5     |
| 12º  | 15 | Sete Gibernau            | Telefonica Movistar Suzuki | Suzuki GSV-R   | 27   | +38.827   | 15      | 4     |
| 13º  | 56 | Shin'ya Nakano           | Gauloises Yamaha Tech 3    | Yamaha YZR-M1  | 27   | +45.418   | 16      | 3     |
| 14º  | 31 | Tetsuya Harada           | Pramac Honda Racing        | Honda NSR 500  | 27   | +52.542   | 18      | 2     |
| 15º  | 30 | José Luis Cardoso        | Antena 3 Yamaha d'Antín    | Yamaha YZR 500 | 27   | +52.765   | 21      | 1     |
| 16º  | 21 | John Hopkins             | Red Bull Yamaha WCM        | Yamaha YZR 500 | 27   | +1:12.169 | 14      |       |
| 17º  | 84 | Andrew Pitt              | Kawasaki Racing            | Kawasaki ZX-RR | 27   | +1:12.196 | 19      |       |
| 18º  | 8  | Garry McCoy              | Red Bull Yamaha WCM        | Yamaha YZR 500 | 26   | +1 giro   | 2       |       |

### Ritirati
| Nº | Pilota          | Squadra           | Motocicletta    | Giri | Griglia |
| -- | --------------- | ----------------- | --------------- | ---- | ------- |
| 72 | Shin'ichi Itō   | Kanemoto Racing   | Honda NSR 500   | 11   | 13      |
| 55 | Régis Laconi    | MS Aprilia Racing | Aprilia RS Cube | 10   | 11      |
| 65 | Loris Capirossi | West Honda Pons   | Honda NSR 500   | 2    | 9       |

### Non partito
| Nº | Pilota     | Squadra                 | Motocicletta  | Griglia |
| -- | ---------- | ----------------------- | ------------- | ------- |
| 6  | Norick Abe | Antena 3 Yamaha d'Antin | Yamaha YZR-M1 | 22      |

## Classe 250

### Arrivati al traguardo
| Pos. | Nº | Pilota          | Squadra                        | Motocicletta | Giri | Tempo     | Griglia | Punti |
| ---- | -- | --------------- | ------------------------------ | ------------ | ---- | --------- | ------- | ----- |
| 1º   | 3  | Marco Melandri  | MS Aprilia Racing              | Aprilia      | 25   | 39:44.293 | 2       | 25    |
| 2º   | 10 | Fonsi Nieto     | Telefonica Movistar-Repsol     | Aprilia      | 25   | +0.007    | 1       | 20    |
| 3º   | 9  | Sebastián Porto | Petronas Sprinta Yamaha TVK    | Yamaha       | 25   | +5.766    | 3       | 16    |
| 4º   | 4  | Roberto Rolfo   | Fortuna Honda Gresini          | Honda        | 25   | +16.042   | 9       | 13    |
| 5º   | 24 | Toni Elías      | Telefonica Movistar-Repsol     | Aprilia      | 25   | +18.917   | 4       | 11    |
| 6º   | 17 | Randy de Puniet | Campetella Racing              | Aprilia      | 25   | +18.985   | 5       | 10    |
| 7º   | 21 | Franco Battaini | Imola Circuit Exalt Cycle Race | Aprilia      | 25   | +21.349   | 6       | 9     |
| 8º   | 42 | David Checa     | Safilo Oxydo Race LCR          | Aprilia      | 25   | +39.582   | 12      | 8     |
| 9º   | 6  | Alex Debón      | Campetella Racing              | Aprilia      | 25   | +46.230   | 8       | 7     |
| 10º  | 27 | Casey Stoner    | Safilo Oxydo Race LCR          | Aprilia      | 25   | +50.645   | 13      | 6     |
| 11º  | 11 | Haruchika Aoki  | DeGraaf Grand Prix             | Honda        | 25   | +55.268   | 15      | 5     |
| 12º  | 13 | Jaroslav Huleš  | Dark Dog Yamaha Kurz           | Yamaha       | 25   | +55.288   | 7       | 4     |
| 13º  | 7  | Emilio Alzamora | Fortuna Honda Gresini          | Honda        | 25   | +1:07.391 | 11      | 3     |
| 14º  | 8  | Naoki Matsudo   | Dark Dog Yamaha Kurz           | Yamaha       | 25   | +1:09.565 | 16      | 2     |
| 15º  | 18 | Shahrol Yuzy    | Petronas Sprinta Yamaha TVK    | Yamaha       | 25   | +1:09.973 | 18      | 1     |
| 16º  | 28 | Dirk Heidolf    | Aprilia Germany                | Aprilia      | 25   | +1:10.270 | 21      |       |
| 17º  | 96 | Jakub Smrž      | DeGraaf Grand Prix             | Honda        | 25   | +1:10.368 | 22      |       |
| 18º  | 19 | Leon Haslam     | Cibertel Honda BQR             | Honda        | 25   | +1:10.966 | 10      |       |
| 19º  | 32 | Héctor Faubel   | RFME Equipo Nacional           | Aprilia      | 25   | +1:25.241 | 19      |       |
| 20º  | 79 | Russell Holland | RGV Spares                     | Yamaha       | 24   | +1 giro   | 25      |       |

### Ritirati
| Nº | Pilota            | Squadra                     | Motocicletta | Giri | Griglia |
| -- | ----------------- | --------------------------- | ------------ | ---- | ------- |
| 22 | Raúl Jara         | RFME Equipo Nacional        | Aprilia      | 19   | 24      |
| 12 | Jason Vincent     | Cibertel Honda BQR          | Honda        | 16   | 17      |
| 15 | Roberto Locatelli | Motoracing                  | Aprilia      | 5    | 14      |
| 36 | Erwan Nigon       | Equipe de France - Scrab GP | Aprilia      | 3    | 20      |

### Non partito
| Nº | Pilota        | Squadra                     | Motocicletta | Griglia |
| -- | ------------- | --------------------------- | ------------ | ------- |
| 51 | Hugo Marchand | Equipe de France - Scrab GP | Aprilia      | 23      |

### Non qualificati
| Nº | Pilota       | Squadra               | Motocicletta |
| -- | ------------ | --------------------- | ------------ |
| 81 | Mark Stanley | STU Avant - Msr - Elf | Honda        |
| 80 | Earl Lynch   | Impact Racing         | Yamaha       |
| 78 | Peter Taplin | EMS Racing            | Honda        |

## Classe 125

### Arrivati al traguardo
| Pos. | Nº | Pilota            | Squadra                        | Motocicletta | Giri | Tempo     | Griglia | Punti |
| ---- | -- | ----------------- | ------------------------------ | ------------ | ---- | --------- | ------- | ----- |
| 1º   | 1  | Manuel Poggiali   | Gilera Racing                  | Gilera       | 23   | 38:08.028 | 1       | 25    |
| 2º   | 4  | Lucio Cecchinello | Safilo Oxydo Race LCR          | Aprilia      | 23   | +1.252    | 5       | 20    |
| 3º   | 22 | Pablo Nieto       | Master-Aspar                   | Aprilia      | 23   | +1.310    | 6       | 16    |
| 4º   | 21 | Arnaud Vincent    | Imola Circuit Exalt Cycle Race | Aprilia      | 23   | +1.414    | 2       | 13    |
| 5º   | 26 | Daniel Pedrosa    | Telefonica Movistar jnr        | Honda        | 23   | +1.575    | 10      | 11    |
| 6º   | 16 | Simone Sanna      | Motoracing                     | Aprilia      | 23   | +5.615    | 7       | 10    |
| 7º   | 17 | Steve Jenkner     | UGT 3000 - Abruzzo             | Aprilia      | 23   | +16.861   | 4       | 9     |
| 8º   | 5  | Masao Azuma       | Tribe by Breil                 | Honda        | 23   | +21.544   | 17      | 8     |
| 9º   | 25 | Joan Olivé        | Telefonica Movistar jnr        | Honda        | 23   | +21.833   | 16      | 7     |
| 10º  | 34 | Andrea Dovizioso  | Scot Racing                    | Honda        | 23   | +22.168   | 9       | 6     |
| 11º  | 50 | Andrea Ballerini  | Bossini Sterilgarda Racing     | Aprilia      | 23   | +28.012   | 12      | 5     |
| 12º  | 7  | Stefano Perugini  | Italjet Racing Service         | Italjet      | 23   | +32.645   | 13      | 4     |
| 13º  | 41 | Yōichi Ui         | Caja Madrid Derbi Racing       | Derbi        | 23   | +33.386   | 14      | 3     |
| 14º  | 80 | Héctor Barberá    | Master-Aspar                   | Aprilia      | 23   | +39.047   | 19      | 2     |
| 15º  | 6  | Mirko Giansanti   | Scot Racing                    | Honda        | 23   | +39.117   | 24      | 1     |
| 16º  | 8  | Gábor Talmácsi    | PEV Moto ADAC Sachsen          | Honda        | 23   | +39.282   | 20      |       |
| 17º  | 11 | Max Sabbatani     | Motoracing                     | Aprilia      | 23   | +55.604   | 21      |       |
| 18º  | 12 | Klaus Nöhles      | PEV Moto ADAC Sachsen          | Honda        | 23   | +57.689   | 25      |       |
| 19º  | 31 | Mattia Angeloni   | Team Italia                    | Gilera       | 23   | +57.861   | 27      |       |
| 20º  | 19 | Alex Baldolini    | UGT 3000 - Abruzzo             | Aprilia      | 23   | +58.141   | 28      |       |
| 21º  | 9  | Noboru Ueda       | Semprucci Angaia Racing        | Honda        | 23   | +58.148   | 26      |       |
| 22º  | 57 | Chaz Davies       | CWF - Matteoni Racing          | Aprilia      | 23   | +1:28.678 | 29      |       |
| 23º  | 20 | Imre Tóth         | Semprucci Angaia Racing        | Honda        | 23   | +1:32.597 | 30      |       |
| 24º  | 72 | Dario Giuseppetti | FCC - TSR                      | Honda        | 23   | +1:32.853 | 33      |       |
| 25º  | 83 | Joshua Waters     | FCC - TSR                      | Honda        | 22   | +1 giro   | 32      |       |
| 26º  | 64 | Peter Holmes      | Holmes Earth Moving            | Honda        | 22   | +1 giro   | 35      |       |
| 27º  | 82 | Jeremy Crowe      | Ruffnuts/Gulf Western          | Honda        | 22   | +1 giro   | 36      |       |

### Ritirati
| Nº | Pilota            | Squadra                    | Motocicletta | Giri | Griglia |
| -- | ----------------- | -------------------------- | ------------ | ---- | ------- |
| 48 | Jorge Lorenzo     | Caja Madrid Derbi Racing   | Derbi        | 18   | 22      |
| 84 | Michel Fabrizio   | Team Italia                | Gilera       | 18   | 23      |
| 15 | Alex De Angelis   | Safilo Oxydo Race LCR      | Aprilia      | 15   | 3       |
| 36 | Mika Kallio       | Red Devil Honda            | Honda        | 14   | 11      |
| 77 | Thomas Lüthi      | Elit Grand Prix            | Honda        | 7    | 31      |
| 23 | Gino Borsoi       | UGT 3000 - Abruzzo         | Aprilia      | 6    | 15      |
| 42 | Christian Pistoni | Italjet Racing Service     | Italjet      | 6    | 34      |
| 33 | Stefano Bianco    | Bossini Sterilgarda Racing | Aprilia      | 0    | 8       |
| 37 | Marco Simoncelli  | CWF - Matteoni Racing      | Aprilia      | 0    | 18      |

### Non qualificato
| Nº | Pilota      | Squadra            | Motocicletta |
| -- | ----------- | ------------------ | ------------ |
| 81 | Tim Inkster | CMSA Protectaprint | Honda        |